# Giovanni Ticci
Giovanni Ticci (Siena, Italia, 20 de abril de 1940) es un dibujante de historietas italiano, especializado en el género wéstern.

## Biografía
Debutó en el mundo de las historietas en 1956, a los 16 años, trabajando en el estudio de Roy D'Amy, donde dibujó historietas destinadas al mercado internacional. Dos años después empezó su colaboración con la Editorial Bonelli, realizando los lápices (luego entintados por Franco Bignotti) de Un ragazzo nel Far West, escrito por Guido Nolitta (seudónimo de Sergio Bonelli).
A partir de 1960 y durante los seis años siguientes, trabajó en el estudio de su amigo y colega Gilbert (seudónimo de Alberto Giolitti), ilustrando historietas del Oeste y de ciencia ficción para el mercado de Estados Unidos, como Gunsmoke o Turok.
En 1963 fue el dibujante de Judok, un personaje de ciencia ficción creado por Gian Luigi Bonelli. Tres años después debutó en la serie Tex del mismo Bonelli, a la cual se ha dedicado ininterrumpidamente hasta ahora dibujando decenas de historias. Desde 2014 fue también el portadista de los treinta volúmenes de Tex Gold, una reedición en colores de algunas aventuras del personaje por parte del Gruppo Editoriale L'Espresso en colaboración con la Editorial Bonelli.